# Limnophila (Limnophila) soldatovi
Limnophila (Limnophila) soldatovi is een tweevleugelige uit de familie steltmuggen (Limoniidae). De soort komt voor in het Palearctisch gebied.